# Kreiz Breizh Elites Dames 2019
La 2e édition du Kreiz Breizh Elites Dames a eu lieu du 1er au 2 août 2019. La course fait partie du calendrier international féminin UCI 2019 en catégorie 2.2. Elle est remportée par la Trinidadienne Teniel Campbell.

## Étapes
| Étape     | Date   | Villes étapes                    | type            | Distance (km) | Vainqueur d'étape | Leader du classement général |
| --------- | ------ | -------------------------------- | --------------- | ------------- | ----------------- | ---------------------------- |
| 1re étape | 1 août | Callac – Belle-Isle-en-Terre     | étape vallonnée | 121           | Teniel Campbell   | Teniel Campbell              |
| 2e étape  | 2 août | Belle-Isle-en-Terre – Ploumagoar | étape de plaine | 119           | Teniel Campbell   | Teniel Campbell              |

## Déroulement de la course

### 1reétape
| \| Classement de l'étape \| Classement de l'étape \| Classement de l'étape \| Classement de l'étape \| Classement de l'étape \| \| Coureuse \| Coureuse \| Pays \| Équipe \| Temps \| \| --------------------- \| ----------------------- \| --------------------- \| ---------------------------------- \| --------------------- \| \| 1re \| Teniel Campbell \| Trinité-et-Tobago \| Centre mondial du cyclisme \| 3 h 16 min 41 s \| \| 2e \| Anna Henderson \| Royaume-Uni \| Tibco-Silicon Valley Bank \| + 3 s \| \| 3e \| Ingvild Gåskjenn \| Norvège \| Hitec Products-Birk Sport \| + 6 s \| \| 4e \| Rebecca Durrell \| Royaume-Uni \| Tibco-Silicon Valley Bank \| + 6 s \| \| 5e \| Jessica Finney \| Royaume-Uni \| Brother UK-Tifosi-Onform \| + 6 s \| \| 6e \| Kristabel Doebel-Hickok \| États-Unis \| Rally Cycling \| + 8 s \| \| 7e \| Alice Sharpe \| Irlande \| Centre mondial du cyclisme \| + 8 s \| \| 8e \| Jade Wiel \| France \| FDJ-Nouvelle Aquitaine-Futuroscope \| + 8 s \| \| 9e \| Célia Le Mouël \| France \| Breizh Ladies \| + 11 s \| \| 10e \| Lydia Gurley \| Irlande \| Irlande \| + 11 s \| |                         |                   |                                    |                 |
| |                         |                   |                                    |                 |
| |                         |                   |                                    |                 |
| Classement de l'étape |                         |                   |                                    |                 |
| Coureuse | Coureuse                | Pays              | Équipe                             | Temps           |
| 1re | Teniel Campbell         | Trinité-et-Tobago | Centre mondial du cyclisme         | 3 h 16 min 41 s |
| 2e | Anna Henderson          | Royaume-Uni       | Tibco-Silicon Valley Bank          | + 3 s           |
| 3e | Ingvild Gåskjenn        | Norvège           | Hitec Products-Birk Sport          | + 6 s           |
| 4e | Rebecca Durrell         | Royaume-Uni       | Tibco-Silicon Valley Bank          | + 6 s           |
| 5e | Jessica Finney          | Royaume-Uni       | Brother UK-Tifosi-Onform           | + 6 s           |
| 6e | Kristabel Doebel-Hickok | États-Unis        | Rally Cycling                      | + 8 s           |
| 7e | Alice Sharpe            | Irlande           | Centre mondial du cyclisme         | + 8 s           |
| 8e | Jade Wiel               | France            | FDJ-Nouvelle Aquitaine-Futuroscope | + 8 s           |
| 9e | Célia Le Mouël          | France            | Breizh Ladies                      | + 11 s          |
| 10e | Lydia Gurley            | Irlande           | Irlande                            | + 11 s          |

| \| Classement général \| Classement général \| Classement général \| Classement général \| Classement général \| \| Coureuse \| Coureuse \| Pays \| Équipe \| Temps \| \| ------------------ \| ----------------------- \| ------------------ \| ---------------------------------- \| ------------------ \| \| 1re \| Teniel Campbell \| Trinité-et-Tobago \| Centre mondial du cyclisme \| 3 h 16 min 41 s \| \| 2e \| Anna Henderson \| Royaume-Uni \| Tibco-Silicon Valley Bank \| + 3 s \| \| 3e \| Ingvild Gåskjenn \| Norvège \| Hitec Products-Birk Sport \| + 6 s \| \| 4e \| Rebecca Durrell \| Royaume-Uni \| Tibco-Silicon Valley Bank \| + 6 s \| \| 5e \| Jessica Finney \| Royaume-Uni \| Brother UK-Tifosi-Onform \| + 6 s \| \| 6e \| Kristabel Doebel-Hickok \| États-Unis \| Rally Cycling \| + 8 s \| \| 7e \| Alice Sharpe \| Irlande \| Centre mondial du cyclisme \| + 8 s \| \| 8e \| Jade Wiel \| France \| FDJ-Nouvelle Aquitaine-Futuroscope \| + 8 s \| \| 9e \| Célia Le Mouël \| France \| Breizh Ladies \| + 11 s \| \| 10e \| Lydia Gurley \| Irlande \| Irlande \| + 11 s \| |                         |                   |                                    |                 |
| |                         |                   |                                    |                 |
| |                         |                   |                                    |                 |
| Classement général |                         |                   |                                    |                 |
| Coureuse | Coureuse                | Pays              | Équipe                             | Temps           |
| 1re | Teniel Campbell         | Trinité-et-Tobago | Centre mondial du cyclisme         | 3 h 16 min 41 s |
| 2e | Anna Henderson          | Royaume-Uni       | Tibco-Silicon Valley Bank          | + 3 s           |
| 3e | Ingvild Gåskjenn        | Norvège           | Hitec Products-Birk Sport          | + 6 s           |
| 4e | Rebecca Durrell         | Royaume-Uni       | Tibco-Silicon Valley Bank          | + 6 s           |
| 5e | Jessica Finney          | Royaume-Uni       | Brother UK-Tifosi-Onform           | + 6 s           |
| 6e | Kristabel Doebel-Hickok | États-Unis        | Rally Cycling                      | + 8 s           |
| 7e | Alice Sharpe            | Irlande           | Centre mondial du cyclisme         | + 8 s           |
| 8e | Jade Wiel               | France            | FDJ-Nouvelle Aquitaine-Futuroscope | + 8 s           |
| 9e | Célia Le Mouël          | France            | Breizh Ladies                      | + 11 s          |
| 10e | Lydia Gurley            | Irlande           | Irlande                            | + 11 s          |

### 2eétape
| \| Classement de l'étape \| Classement de l'étape \| Classement de l'étape \| Classement de l'étape \| Classement de l'étape \| \| Coureuse \| Coureuse \| Pays \| Équipe \| Temps \| \| --------------------- \| --------------------- \| --------------------- \| ---------------------------------- \| --------------------- \| \| 1re \| Teniel Campbell \| Trinité-et-Tobago \| Centre mondial du cyclisme \| 3 h 05 min 47 s \| \| 2e \| Anna Henderson \| Royaume-Uni \| Tibco-Silicon Valley Bank \| + 0 s \| \| 3e \| Eugénie Duval \| France \| FDJ-Nouvelle Aquitaine-Futuroscope \| + 0 s \| \| 4e \| Jutatip Maneephan \| Thaïlande \| Thailand Women's cycling team \| + 0 s \| \| 5e \| Heidi Franz \| États-Unis \| Rally Cycling \| + 0 s \| \| 6e \| Jade Wiel \| France \| FDJ-Nouvelle Aquitaine-Futuroscope \| + 0 s \| \| 7e \| Iris Sachet \| France \| Charente-Maritime \| + 0 s \| \| 8e \| Gladys Verhulst \| France \| Charente-Maritime \| + 0 s \| \| 9e \| Ingvild Gåskjenn \| Norvège \| Hitec Products-Birk Sport \| + 0 s \| \| 10e \| Lauren Creamer \| Irlande \| Multum Accountants \| + 0 s \| |                   |                   |                                    |                 |
| |                   |                   |                                    |                 |
| |                   |                   |                                    |                 |
| Classement de l'étape |                   |                   |                                    |                 |
| Coureuse | Coureuse          | Pays              | Équipe                             | Temps           |
| 1re | Teniel Campbell   | Trinité-et-Tobago | Centre mondial du cyclisme         | 3 h 05 min 47 s |
| 2e | Anna Henderson    | Royaume-Uni       | Tibco-Silicon Valley Bank          | + 0 s           |
| 3e | Eugénie Duval     | France            | FDJ-Nouvelle Aquitaine-Futuroscope | + 0 s           |
| 4e | Jutatip Maneephan | Thaïlande         | Thailand Women's cycling team      | + 0 s           |
| 5e | Heidi Franz       | États-Unis        | Rally Cycling                      | + 0 s           |
| 6e | Jade Wiel         | France            | FDJ-Nouvelle Aquitaine-Futuroscope | + 0 s           |
| 7e | Iris Sachet       | France            | Charente-Maritime                  | + 0 s           |
| 8e | Gladys Verhulst   | France            | Charente-Maritime                  | + 0 s           |
| 9e | Ingvild Gåskjenn  | Norvège           | Hitec Products-Birk Sport          | + 0 s           |
| 10e | Lauren Creamer    | Irlande           | Multum Accountants                 | + 0 s           |

## Classements

### Classement final
| \| Classement général \| Classement général \| Classement général \| Classement général \| Classement général \| \| Coureuse \| Coureuse \| Pays \| Équipe \| Temps \| \| ------------------ \| ----------------------- \| ------------------ \| ---------------------------------- \| ------------------ \| \| 1re \| Teniel Campbell \| Trinité-et-Tobago \| Centre mondial du cyclisme \| 6 h 22 min 28 s \| \| 2e \| Anna Henderson \| Royaume-Uni \| Tibco-Silicon Valley Bank \| + 3 s \| \| 3e \| Ingvild Gåskjenn \| Norvège \| Hitec Products-Birk Sport \| + 6 s \| \| 4e \| Rebecca Durrell \| Royaume-Uni \| Tibco-Silicon Valley Bank \| + 6 s \| \| 5e \| Jessica Finney \| Royaume-Uni \| Brother UK-Tifosi-Onform \| + 6 s \| \| 6e \| Jade Wiel \| France \| FDJ-Nouvelle Aquitaine-Futuroscope \| + 8 s \| \| 7e \| Alice Sharpe \| Irlande \| Centre mondial du cyclisme \| + 8 s \| \| 8e \| Kristabel Doebel-Hickok \| États-Unis \| Rally Cycling \| + 8 s \| \| 9e \| Eugénie Duval \| France \| FDJ-Nouvelle Aquitaine-Futuroscope \| + 11 s \| \| 10e \| Lauren Creamer \| Irlande \| Multum Accountants \| + 11 s \| |                         |                   |                                    |                 |
| |                         |                   |                                    |                 |
| |                         |                   |                                    |                 |
| Classement général |                         |                   |                                    |                 |
| Coureuse | Coureuse                | Pays              | Équipe                             | Temps           |
| 1re | Teniel Campbell         | Trinité-et-Tobago | Centre mondial du cyclisme         | 6 h 22 min 28 s |
| 2e | Anna Henderson          | Royaume-Uni       | Tibco-Silicon Valley Bank          | + 3 s           |
| 3e | Ingvild Gåskjenn        | Norvège           | Hitec Products-Birk Sport          | + 6 s           |
| 4e | Rebecca Durrell         | Royaume-Uni       | Tibco-Silicon Valley Bank          | + 6 s           |
| 5e | Jessica Finney          | Royaume-Uni       | Brother UK-Tifosi-Onform           | + 6 s           |
| 6e | Jade Wiel               | France            | FDJ-Nouvelle Aquitaine-Futuroscope | + 8 s           |
| 7e | Alice Sharpe            | Irlande           | Centre mondial du cyclisme         | + 8 s           |
| 8e | Kristabel Doebel-Hickok | États-Unis        | Rally Cycling                      | + 8 s           |
| 9e | Eugénie Duval           | France            | FDJ-Nouvelle Aquitaine-Futuroscope | + 11 s          |
| 10e | Lauren Creamer          | Irlande           | Multum Accountants                 | + 11 s          |

### Points UCI
| Position           | 1er | 2e | 3e | 4e | 5e | 6e | 7e | 8e à 10e |
| Classement général | 40  | 30 | 25 | 20 | 15 | 10 | 5  | 3        |
| Par étape          | 8   | 5  | 3  | 1  |    |    |    |          |
| Leader, par étape  | 1   |    |    |    |    |    |    |          |